# 続木湖山
續木 湖山（つづき こざん、1911年2月11日 - 2006年4月21日）は、書家。愛知県新城市黒田にて出生。本名は續木敏郎。

## 概要
書家として数々の作品を発表。また書写書道の分野における教育者／研究者としての活動も多岐に渡る（略歴・著書を参照）。師は石田泉城・青山松亭。

## 略歴
- 1932年、愛知第一師範学校卒業。同年より愛知県内小学校訓導（〜1940年）
- 1938年、文部省試験検定「習字」合格。
- 1940年〜1946年、山梨師範・青年師範学校教諭・助教授。
- 1946年〜1951年、東京第一師範学校教諭。
- 1951年〜、東京学芸大学講師。1955年〜、同助教授。1968年〜1972年、同教授。
- 1954年〜1962年、東京書道美術院審査員監事。
- 1954年〜、（財）毎日書道展委嘱。1961年〜、漢字部準大賞、1962年〜、会員。1969年〜、審査会員。1992年〜、名誉会員。
- 1955年〜、一木会会長・顧問。
- 1963年〜、（社）創玄書道会理事・名誉会員。
- 1968年〜、伸芽会育英財団理事。
- 1971年〜、慶山会主催・会長。
- 1971年〜1974年、全日本書写書道教育研究会理事長・副会長。
- 1971年〜、全国大学書道学会幹事長。1977年〜、会長。1982年〜、顧問。
- 1972年〜1992年、帝京大学文学部教授・兼・同大学院教授（1975年〜、兼・同大学書道研究所長）。
- 1976年〜、文部省認定日本書写技能検定協会理事。1993年〜1999年、同会長。
- 1978年〜、東京書道教育会理事。1983年〜、理事長。
- 1985年〜、全国大学書写書道教育学会初代会長。1988年〜、同名誉会員。
- 1987年、勲三等瑞宝章叙勲。
- 1990年、（財）日本教育連合会より表彰（書写書道教育の発展）
- 1992年〜、帝京大学文学部名誉教授。
- 1994年、（財）毎日書道会より第七回毎日書道顯彰。
- 2006年、肺炎のため死去[1]。95歳。

## 著書
- 1951年〜1960年 書写検定教科書編書（小学校・中学校用）（双葉株式会社）
- 1961年〜1991年 書写検定教科書編書（小学校・中学校用）（教育出版）
- 1966年 書写書道技術図解大辞典（共著）（全国教育図書）
- 1967年 書写の学習（光文書院）
- 1970年 毛筆書写事典（教育出版）
- 1971年 原題毛筆三体事典（教育出版）
- 1972年 小学校図説指導辞典書写（監修）（教育出版）
- 1973年 板書の書き方（日本習字普及協会）
- 1975年 字の上手になる辞典（講談社）
- 1979年 書道上達十二ヶ月（主婦の友社）
- 1979年 幼児への文字の教え方（共編・書）1979年再版 1991年改訂版（全日本書道連盟）
- 1981年 湖山作品集I（東京書道教育会）
- 1983年 湖山作品集II
- 1986年 やさしい墨場 必携（共著）（東京書道教育会）
- 1987年 湖山作品集III
- 1987年 日本の文学（共著）（大修館）
- 1987年 筆のこころ（東京書道教育会）
- 1988年 書写指導のポイント（教育出版）
- 1989年 湖山作品集IV
- 1991年 湖山作品集V
- 1991年 書写何でも百科 十巻（共著）（岩崎書店）
- 1994年 湖山作品集VI
- 1996年 湖山臨書撰（作品集VII）（毎日新聞社）
- 1997年 漢字書道三体大字典 二巻（東京書藝館）
- 2000年 湖山作品集VIII（東京書道教育会）